# 京都五山

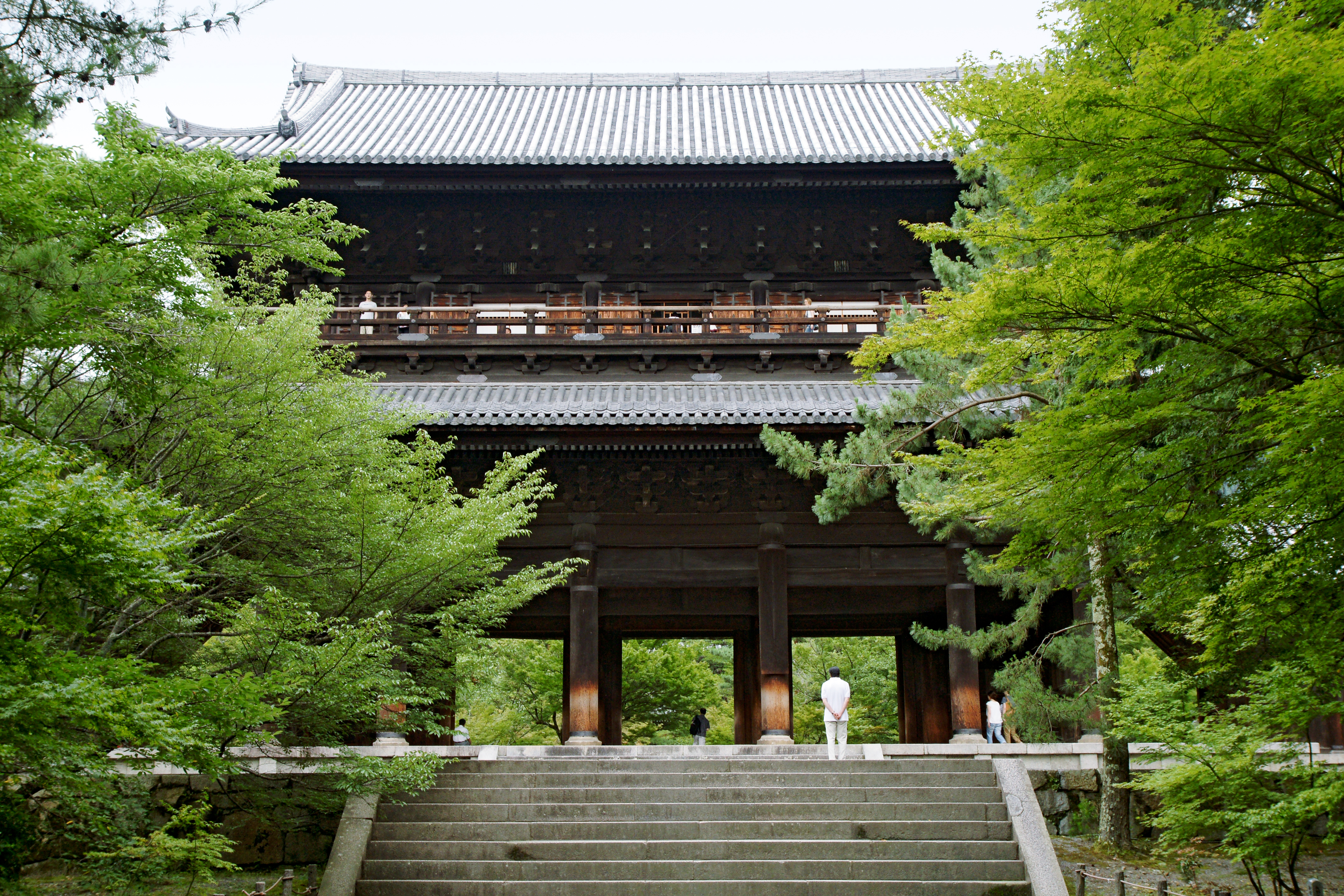
南禅寺（三門）

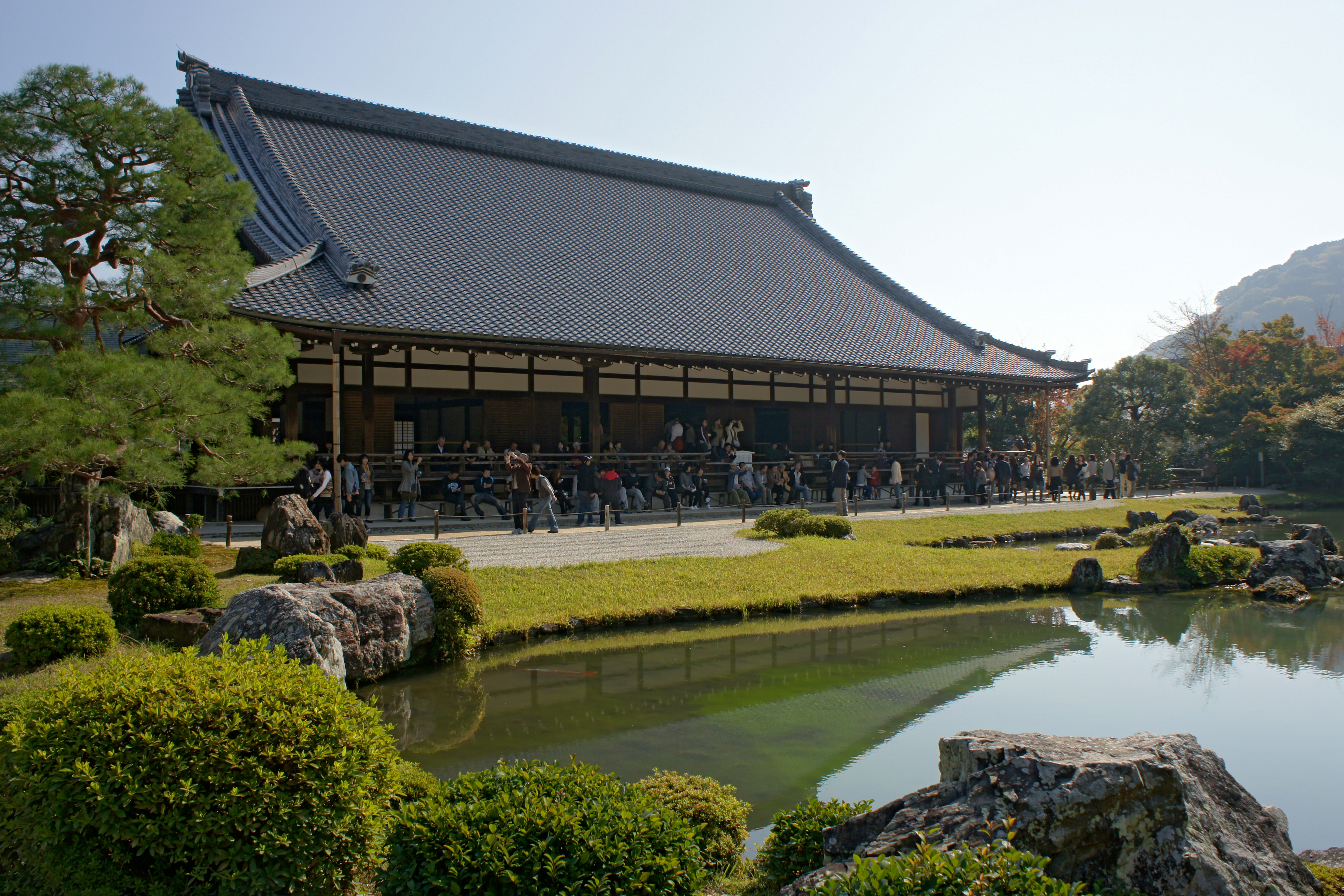
天龍寺（大方丈）

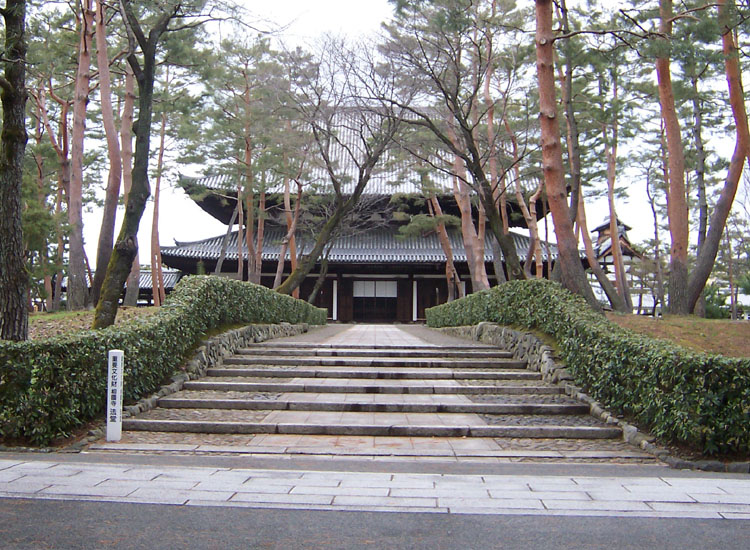
相国寺（法堂）

京都五山（きょうとござん）とは、臨済宗の寺院の寺格で、別格とされる南禅寺とともに定められた京都にある五つの禅宗の寺院。鎌倉時代末期に創設されたが、その内訳が確定したのは室町時代、足利義満の代になってからである。

## 歴史

### 起源
五山の制度はもとは南宋の寧宗のころにインドの五精舎十塔所にならって創設されたものである。 
鎌倉幕府は既存宗門などの既存勢力に対抗するため新興の臨済宗を保護する政策をとり、政争や戦乱によって勢力下に入った荘園や領地を御家人に分け与える一方、一部を寺社領とし、幕府の領地も含めてその管理を禅寺に委ねていた。
鎌倉末期に始まる五山制度には明らかでない点もあり最初に五山と称されていた寺院も諸説ある。
今枝愛真の説によると最初に鎌倉幕府によって五山と称せられていたのは鎌倉の諸禅刹で「当初の五山は鎌倉のみに限定されていた」としている。今枝によると建武の新政のもとで京都の大徳寺と南禅寺が五山の第一位の寺格とされ、さらに建仁寺や東福寺などの諸寺が五山に加えられるようになったとしている。暦応4年（1341年）、足利直義の評定により、第一位を建長寺（鎌倉）と南禅寺（京都）、第二位を円覚寺（鎌倉）と天龍寺（京都）、第三位を寿福寺（鎌倉）、第四位を建仁寺（京都）、第五位を東福寺（京都）とし、準五山に浄智寺（鎌倉）を含めたとする。
ただし、鎌倉時代の創設当初は鎌倉と京都で一緒に五つの寺を五山に定めていたとする説もある（室町時代に京都と鎌倉に分けて五山が定められたとみる）。小此木輝之は鎌倉時代の五山を、建長寺、円覚寺、寿福寺、建仁寺（京都）、浄智寺と推定している。
なお、足利義詮が将軍職のときにも五山の変動がみられた。

### 五山の確定と幕府
室町時代の足利義満が将軍職の至徳3年（1386年）、南禅寺を別格として五山之上とし、京都の天竜寺、相国寺、建仁寺、東福寺、万寿寺、鎌倉の建長寺、円覚寺、寿福寺、浄智寺、浄妙寺をそれぞれ五山に決定しその後の五山制度の根幹となった。
「五山十刹」という場合、別格寺たる南禅寺を筆頭に、天竜寺、相国寺、建仁寺、東福寺、万寿寺の「五山」と、等時寺、臨川寺、真如寺、安国寺、宝幢寺、普門寺、広覚寺、妙光寺、大徳寺、龍翔寺の「十刹」の総称をいう。
室町幕府は五山禅寺に対して不入権や諸役免除などを認める一方、五山禅寺は幕府の事務の代行や上納金などの財務支援を行う関係にあった。五山の禅僧には宗教活動を行う西班衆と寺院の経理や荘園の管理を担う職能集団の東班衆がいた。
室町時代、幕府との関係が近い五山禅寺は朝廷との関係が近い比叡山延暦寺や南都興福寺と対立関係にあった。大和国を支配する興福寺は奈良への禅寺の進出や臨済宗の僧の入国を認めなかった。また、天龍寺落慶法要への天皇行幸では延暦寺から異議が唱えられ（1345年）、南禅寺の関銭をめぐる園城寺との対立（1367年の南禅寺楼門事件）では延暦寺は全面的に園城寺を支援した。
五山禅寺は幕府の訴訟制度や対中貿易などを通じて勢力を伸長していった。
しかし、応仁の乱で各寺は壊滅的な被害を受け、東班衆の基盤が失われた一方、各地では守護大名の力が強まって五山の荘園管理は難しくなり関所の自由通過権なども失われた。東班衆の去った荘園では守護大名が国人に管理させる守護請が多くなった。また、五山勢力が去って空白地となった北陸地方には一向宗の勢力が進出し新たな拠点を築いた。

## 京都五山の寺格
- 南禅寺 -  別格上位
- 天龍寺 -  第一位※
- 相国寺 -  第二位※
- 建仁寺 -  第三位
- 東福寺 -  第四位
- 万寿寺 -  第五位

※…なお、足利義満の意向により、応永8年（1401年）3月5日に相国寺を第一位、天龍寺を第二位とする順位変更が行われたが、義満没後の応永17年（1410年）2月28日に元に戻された。
今日では京都五山＝京都の禅寺の格付と一般に勘違いされやすいが、それは決して正しい解釈ではない。京都五山はあくまで足利氏の政治、政略的な格付けであり、大徳寺は同様の理由から格を下げられ、後に五山制度から脱却している（詳しくは大徳寺の項目を参照）。また、妙心寺は大内義弘に肩入れしたことが原因で義満の怒りを買い、寺領すらも没収されていた。再興を果たすのは江戸時代からである。

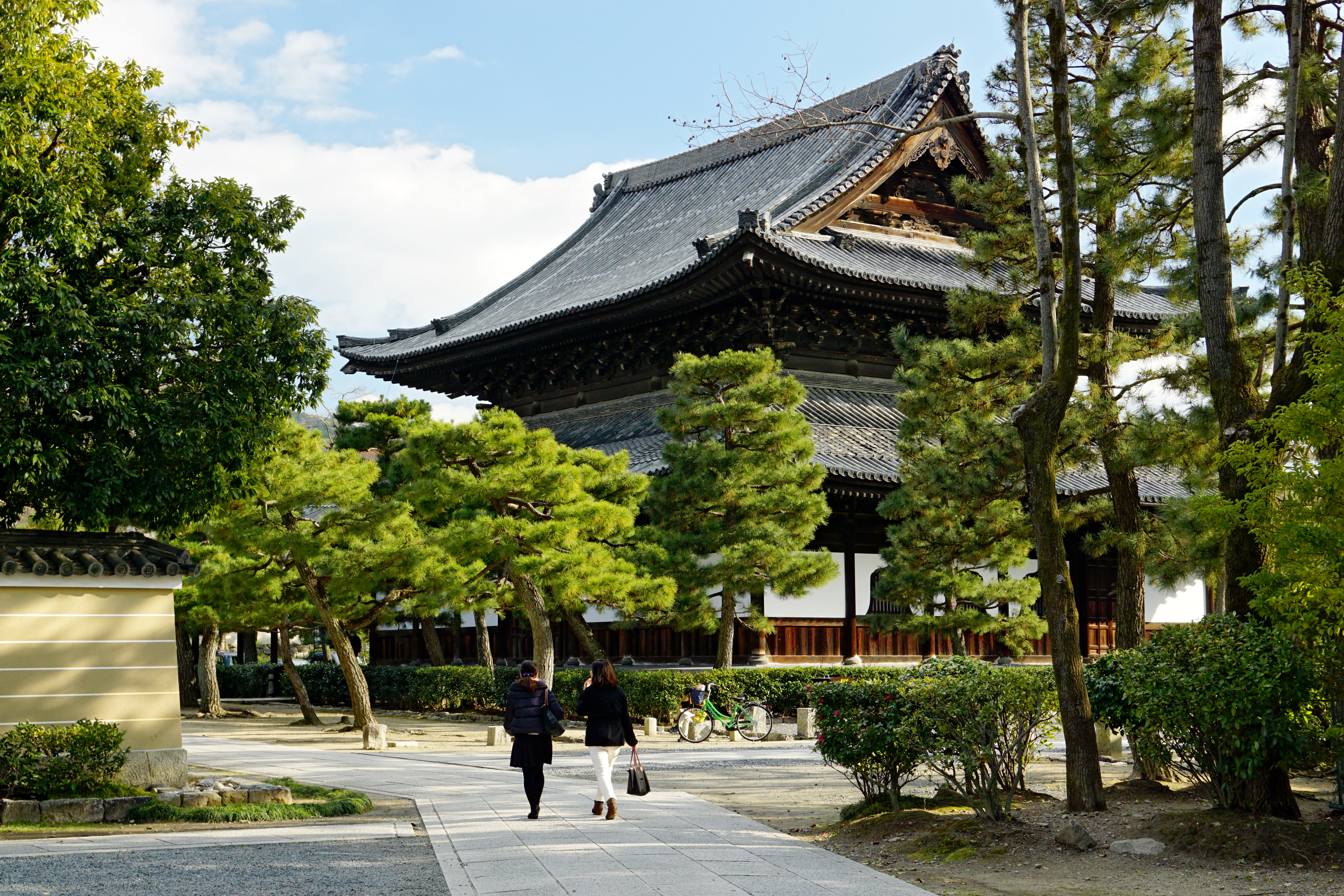
建仁寺
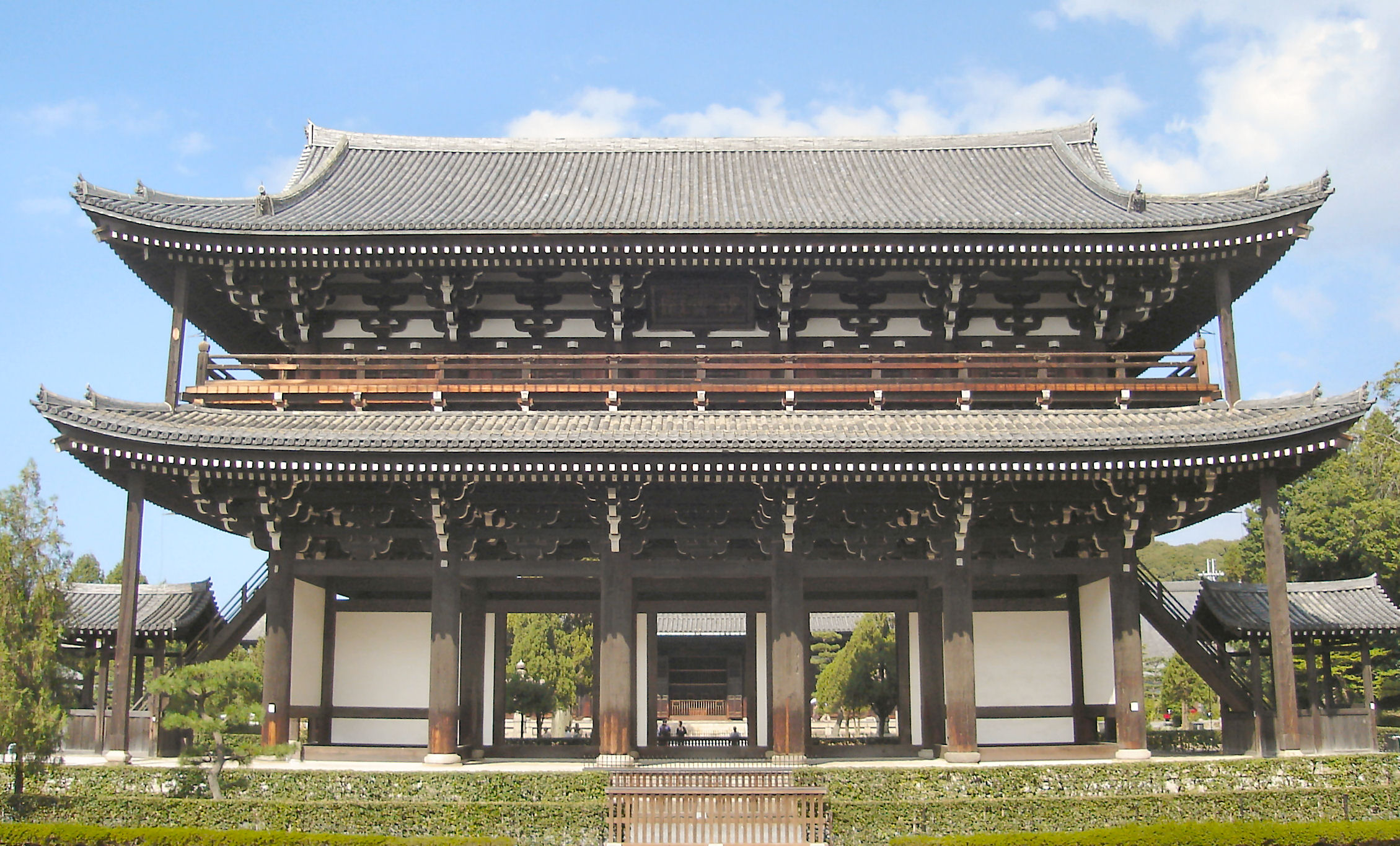
東福寺
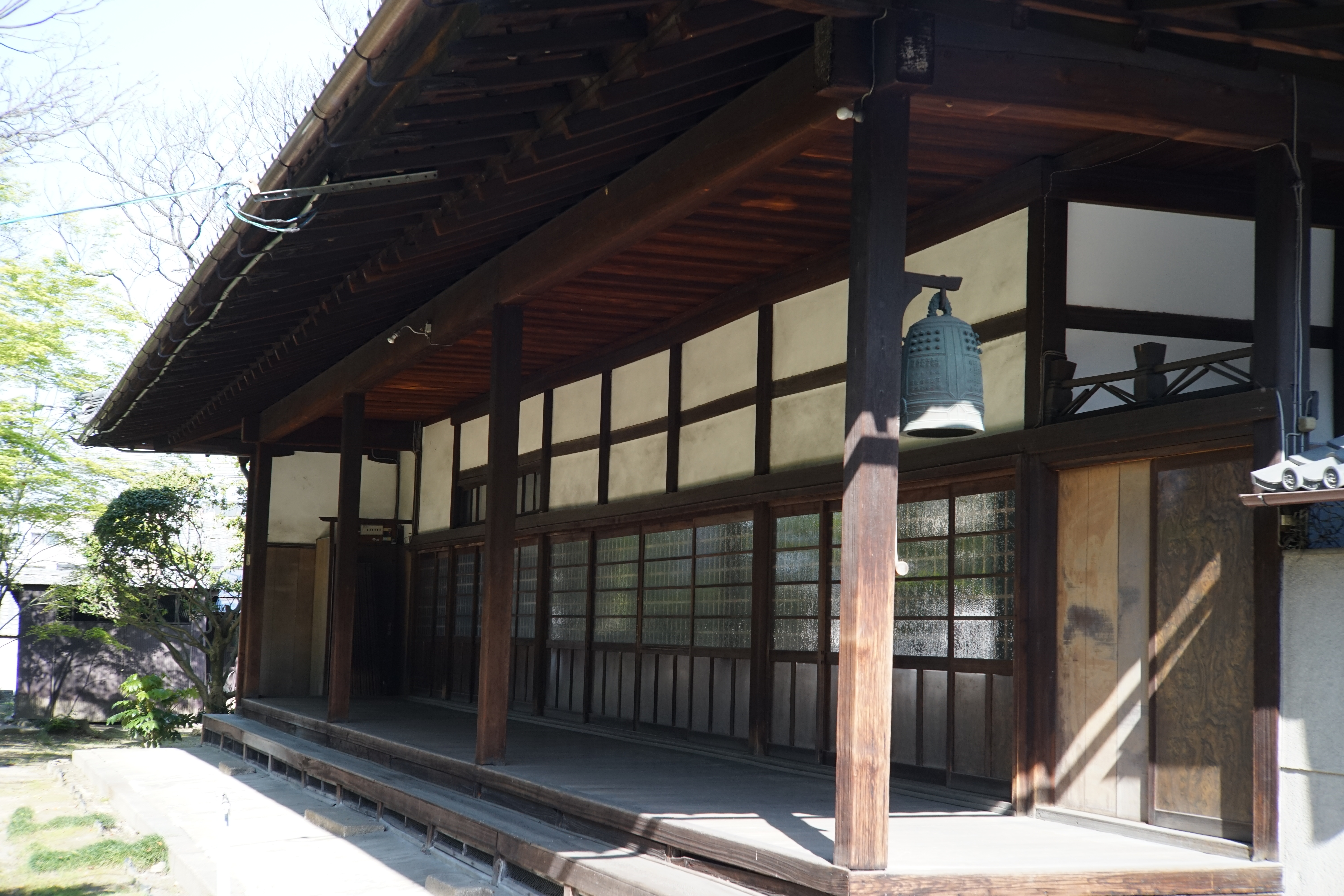
万寿寺